# The Black Angels

## Historia
The Black Angels – amerykańska grupa muzyczna założona w 2004 roku w Austin, Teksas. Nazwa pochodzi od piosenki zespołu The Velvet Underground "The Black Angels Death Song".
W 2005 roku utwory zespołu znalazły się na dwupłytowej składance z muzyką psychodeliczną pt. Psychedelica Vol.1, co w połączeniu z rosnącą popularnością ich profilu na myspace wspomogło rozpoznawalność zespołu na scenie niezależnej.
W 2006 roku ukazło się debiutanckie wydawnictwo "Passover", które zostało dobrze przyjęte przez krytyków i środowisko, byli porównywani do takich zespołów jak The Warlocks czy Black Mountain.
Utwory zespołu znalazły się między innymi na ścieźce dźwiękowej do filmu "Wyrok Śmierci" (2007) oraz w drugim odcinku serialu "Fringe".
W 2008 roku ukazał się drugi długogrający album "Directions to See a Ghost", który również dostał dobre recenzje. Trzeci album zespołu, "Phosphene Dream", ukazał się w roku 2010. Data wydania czwartego albumu, "Indigo Meadow", to kwiecień 2013 roku.

## Członkowie

### obecni
- Stephanie Bailey — perkusja, gitara basowa
- Christian Bland — Gitara elektryczna, gitara basowa, perkusja
- Kyle Hunt — klawisze, perkusja, gitara basowa, gitara elektryczna
- Alex Maas — wokale, gitara basowa, gitara elektryczna, klawisze
- Nate Ryan — gitara basowa, gitara elektryczna, perkusja

### byli
- Jennifer Raines — drone machine, klawisze, perkusja

## Dyskografia
Albumy
- Passover (2006)
- Directions to See a Ghost (2008)
- Phosphene Dream (2010)
- Indigo Meadow (2013)
- Death Song (2017)